# 鸭川 (幌筵岛)
鸭川（日语：／）或科赫马尤里河（俄语：Река Кохмаюри）是萨哈林州北库里尔斯克区幌筵岛的河流，源起岛中山脊，长14公里，流域面积36.7平方公里，注入鄂霍次克海，河口处有鸭川渔场。

## 引用
1. ↑  М·Г·瓦西科夫斯基. . 列宁格勒: 气象出版社. 1973 （俄语）.
2. ↑  . 国家水登记处.   [2023-12-12]. （原始内容存档于2023-12-12） （俄语）.